# Helmut Berger
Pour les articles homonymes, voir Steinberger (homonymie) et Berger (homonymie).
Helmut Berger est un acteur autrichien, né le 29 mai 1944 à Bad Ischl et mort le 18 mai 2023 à Salzbourg.
Acteur fétiche de Luchino Visconti, sous la direction duquel il a notamment joué dans Les Damnés (1969) et Ludwig (1972), il incarne pour le réalisateur « mieux que quiconque la perversion ».

## Biographie

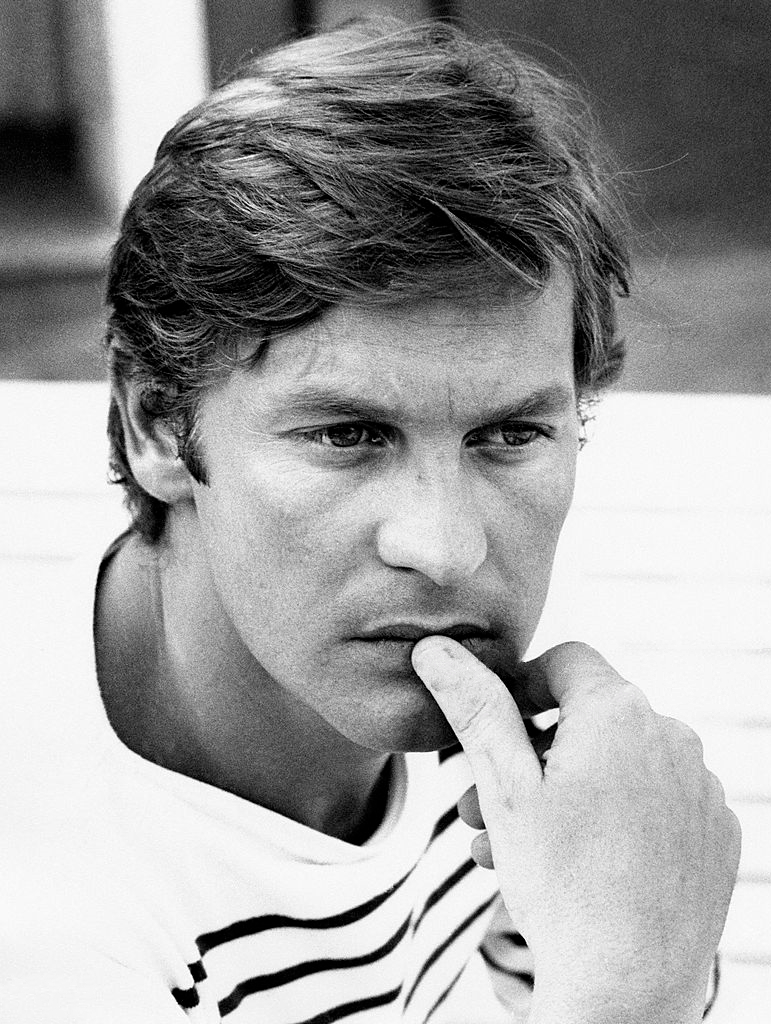
Helmut Berger en 1973.

De son vrai nom Helmut Steinberger, il est remarqué en 1964 par Luchino Visconti qui tourne Sandra à Volterra en Toscane,. Berger débute devant sa caméra, dans un petit rôle du sketch La Sorcière brûlée vive, avec Silvana Mangano en vedette.
Il devient l'amant de Visconti, qui lui apprend le métier d'acteur. Le metteur en scène déclare alors : « Berger est un jeune poulain plein d'inspiration et de qualité, mais il doit encore se faire les os »[réf. nécessaire] ; il pense d'abord à lui pour une adaptation de Les Désarrois de l'élève Törless de Robert Musil, mais c'est travesti en Marlene Dietrich que le jeune acteur entre dans la légende du cinéma dans Les Damnés.

Quand il interprète sous la direction stricte de Visconti son deuxième grand rôle, le mythique Ludwig : Le Crépuscule des dieux, au côté de Romy Schneider, le cinéaste déclare à propos de son protégé : 

« Il est parfait. Et il a depuis l'adolescence ces mêmes doux hystérismes, une mélancolie identique, plus désespérée à mesure qu'il prend de l'âge… »

Le troisième film du couple, Violence et Passion (1974), où Berger incarne le gigolo de Silvana Mangano vampant dans la foulée Burt Lancaster, est, selon ce dernier, « une timide confession, une insuffisante analyse de la relation que Visconti vivait avec Helmut Berger ». En réalité, Berger et Visconti ne vivaient déjà plus ensemble ; d'ailleurs au début des années 1970, Helmut Berger vit une folle et éphémère passion de quelques mois avec le mannequin-vedette de l'époque, Marisa Berenson.

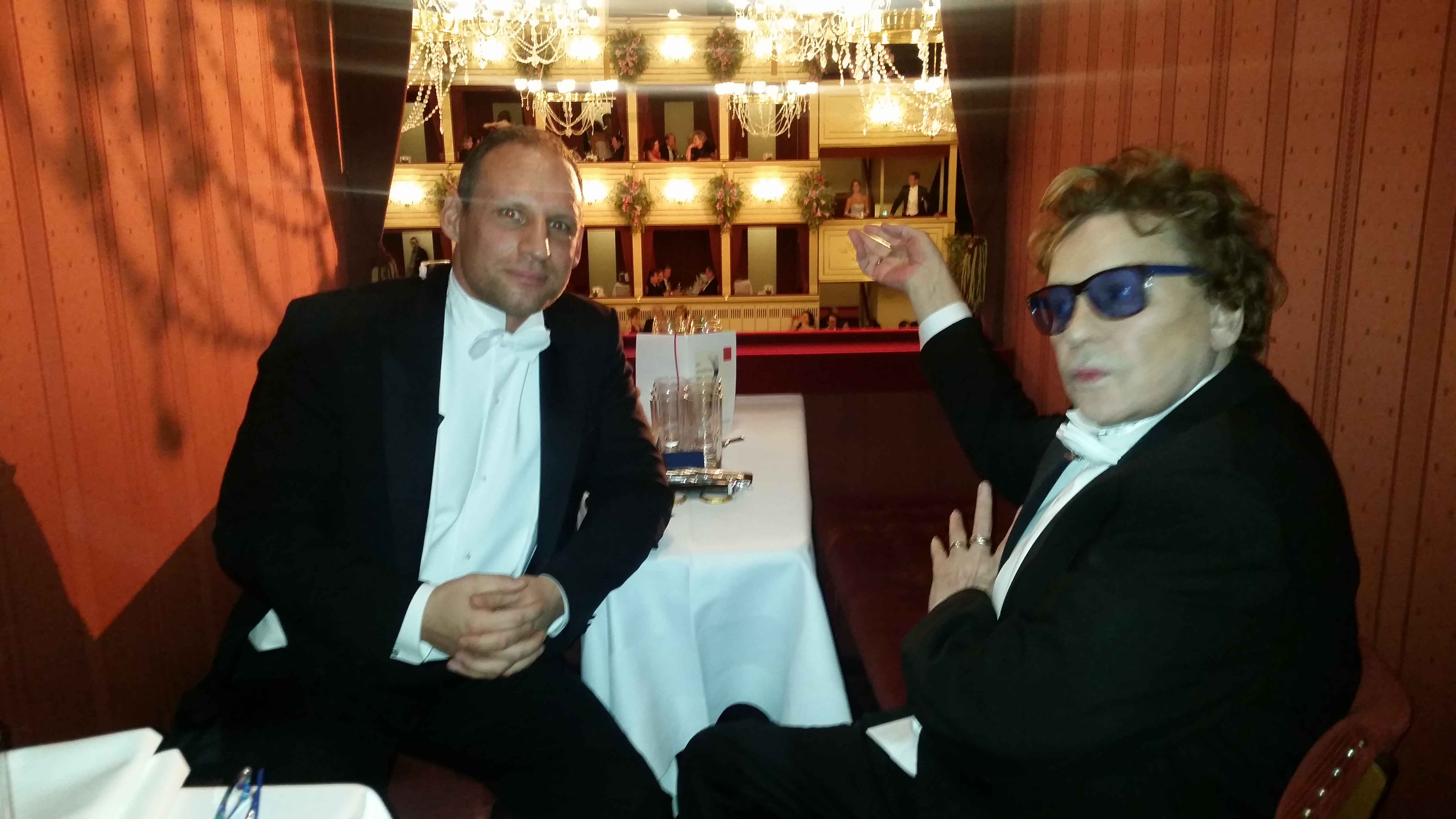
Helmut Berger (à droite) et Josef Leutgeb en 2015.

Après la mort de Visconti, qui laisse Berger anéanti, sa carrière décline malgré des collaborations avec Joseph Losey pour un autre rôle de gigolo, et surtout avec Vittorio De Sica. Il interprète Dorian Gray dans une version oubliée ; des films érotiques plus ou moins prestigieux dont Salon Kitty où il retrouve Ingrid Thulin, qui incarnait sa mère dans Les Damnés, et Femmes avec Alexandra Stewart. Il est le partenaire d'Elizabeth Taylor et même de Brigitte Lahaie. Il rejoue Louis II de Bavière en 1993, mais n'a plus besoin de maquillage pour les scènes finales : la cocaïnomanie et l'alcoolisme ont en effet ravagé son physique[réf. nécessaire].
Dans les années 1980, encore surnommé dans certains articles de presse « le plus bel homme du monde », Berger participe à la saga Dynastie, dans un nouveau rôle de gigolo drogué. Pour la télévision, il incarne aussi le mythique Fantômas, sous la direction de Claude Chabrol.
En 2013, il participe à l'émission de télé réalité Ich bin ein Star: Holt mich hier raus!. Au bout de deux jours il abandonne la compétition.
Helmut Berger meurt « paisiblement » dans la matinée du 18 mai 2023 à Salzbourg (Autriche), à l'âge de 78 ans. Il est incinéré et ses cendres sont remises à la famille.

## Filmographie

### Cinéma
- 1967: Les Sorcières (Le streghe) de Luchino Visconti : le groom
- 1968 : Les Jeunes Tigres (I giovani tigri) d'Antonio Leonviola : Dario
- 1968 : Sais-tu ce que Staline faisait aux femmes ? (Sai cosa faceva Stalin alle donne ?) de Maurizio Liverani : Aldo
- 1969: Les Damnés (La caduta degli dei) de Luchino Visconti : Martin Von Essenbeck
- 1970 : Le Dépravé (Il dio chiamato Dorian) de Massimo Dallamano : Dorian Gray
- 1970 : Le Jardin des Finzi-Contini (Il giardino dei Finzi Contini) de Vittorio De Sica : Alberto Finzi Contini
- 1971 : Un beau monstre de Sergio Gobbi : Alain Revent
- 1971 : Cran d'arrêt ou Un papillon aux ailes ensanglantées (Una farfalla con le ali insanguinate) de Duccio Tessari inspiré d'Edgar Wallace : Giorgio
- 1972: Ludwig :  Le Crépuscule des dieux (Ludwig) de Luchino Visconti : Louis II de Bavière
- 1972 : La colonna infame de Nelo Risi : Arconati
- 1973: Les Voraces (Così bello, così corrotto, così conteso!) de Sergio Gobbi : Kosta
- 1973 : Les Noces de cendre (Ash Wednesday) de Larry Peerce : Erich
- 1973 : Le Baiser (de) (Reigen) d'Otto Schenk : le jeune homme
- 1974: Violence et Passion (Gruppo di famiglia in un interno) de Luchino Visconti : Konrad Huebel
- 1975: Ordre de tuer (El clan de los immorales) de José G. Maesso  : Clyde Hart
- 1975 : Une Anglaise romantique (The Romantic Englishwoman) de Joseph Losey : Thomas
- 1976: Salon Kitty de Tinto Brass : Helmut Wallenberg
- 1977: Ultime Violence (La belva col mitra) de Sergio Grieco : Nanni Vitali
- 1978: Le Crépuscule des faux dieux (Das fünfte Gebot) de Duccio Tessari : Bernhard Redder
- 1978 : La Grande Bataille (Il grande attacco) d'Umberto Lenzi  : Kurt Zimmer
- 1980 : Tunnel (Eroina) de Massimo Pirri : Marco
- 1981 : Mia moglie è una strega de Castellano et Pipolo : Asmodeo
- 1982 : Die Jäger (it) de Károly Makk : Boris
- 1982 : Victoria ! La gran aventura de un poble d'Antoni Ribas : Tinent Rodríguez Haro
- 1983 : Femmes (Mujeres) de Tana Kaleya : Helmut
- 1983 : Victoria ! 2 : El frenesì del 17 d'Antoni Ribas : Tinent Rodríguez Haro
- 1984 : Victoria ! 3 : La razon y el arrebato d'Antoni Ribas : Tinent Rodríguez Haro
- 1985 : Nom de code : Émeraude (Codename : Emerald) de Jonathan Sanger (en) : Ernst Ritter
- 1988 : Les Prédateurs de la nuit (Los depredadores de la noche) de Jesús Franco : le docteur Flamand
- 1989 : La Maison des fantasmes (La puritana) de Ninì Grassia : Carlo Martora
- 1990 : Le Parrain 3 (The Godfather: Part III) de Francis Ford Coppola : Frederick Keinszig
- 1992  : Adelaide de Lucio Gaudino : Gilas
- 1993 : Ludwig 1881 de Donatello et Fosco Dubini : Louis II de Bavière
- 1996 : L'Ombre du pharaon de Souheil Ben Barka
- 1997 : Ultimo taglio de Marcello Avallone : Gabo Rey
- 1997 : Les 120 Journées de Bottrop de Christoph Schlingensief : lui-même
- 1999 : Unter den Palmen de Mirjam Kruishoop : David
- 2004 : Honey Baby de Mika Kaurismäki : Karl/Hades
- 2008 : Iron Cross (en) de Joshua Newton : Shrager
- 2009 : Initiation de Peter Kern : Gustav Tritzinsky
- 2009 : Zapping-Alien@Mozart-Balls de Vitus Zeplichal : Jack/00Y/Georg II
- 2013 : Paganini, le violoniste du diable (The Devil's Violinist) de Bernard Rose : Lord Burghersh
- 2014 : Saint Laurent de Bertrand Bonello : Yves Saint Laurent en 1989
- 2016 : Timeless de Alexander Tuschinski (en) : le professeurr Martin
- 2019 : Liberté de Albert Serra : le duc de Walchen

### Télévision
- 1976 : Victoire à Entebbé (Victory at Entebbe) de Marvin J. Chomsky  : Wilfried Böse
- 1979 : Le Retour du Saint : Vidal
- 1980 : Fantômas  de Claude Chabrol : Fantômas/Gurn/Nanteuil
- 1981 : Le rose di Danzica (it) d'Alberto Bevilacqua : Erich Von Lehner
- 1983 : Veliki Transport de V. Bulajic : Pukovnik Glassendorf
- 1984 : Dynastie (saisons 3-4) : Peter De Vilbis
- 1988 : I promessi sposi de Salvatore Nocita : Egidio
- 1993 : Van Loc : un grand flic de Marseille, épisode La Vengeance de Claude Barrois : le trafiquant Michael Bogner
- 1993 : Boomtown de Christoph Schrewe :  Richard Schwarzer
- 1995 : L'Affaire Dreyfus de Yves Boisset : Schwartzkoppen
- 1996 : Teo de Cinzia Th. Torrini : signor Mastrovito
- 2005 : Damals warst du still de Rainer Matsutani : Fabian Plessen
- 2015 : Helmut Berger, actor, documentaire d'Andreas Horvath

## Publication
- Avec Holde Heuer, Ich, Die Autobiographie, Berlin, Ullstein, 1998 ; Helmut Berger, autoportrait (trad. Lars Kemper), Paris, Séguier, 2015.

## Distinctions
- 2011 : médaille de la ville de Toulouse

### Récompenses
- New York Film Critics Circle Awards 1969 : meilleur acteur dans un second rôle pour Les Damnés (3e place)
- David di Donatello 1973 : prix spécial
- Berlinale 2007 : prix spécial pour l'ensemble de sa carrière

### Nominations
- Golden Globes 1970 : Révélation masculine de l'année pour Les Damnés
- Deutscher Filmpreis 1973 : Meilleur acteur pour Ludwig :  Le Crépuscule des dieux
- International Cinephile Society Awards 2016 : Meilleur acteur dans un second rôle pour Saint Laurent